# Hetereleotris kenyae
Hetereleotris kenyae är en fiskart som beskrevs av Smith, 1958. Hetereleotris kenyae ingår i släktet Hetereleotris och familjen smörbultsfiskar. Inga underarter finns listade i Catalogue of Life.